# Миротинська сільська рада
Миро́тинська сільська́ ра́да — колишній орган місцевого самоврядування у Здолбунівському районі Рівненської області. Адміністративний центр — село Миротин.

## Загальні відомості
- Миротинська сільська рада утворена в 1944 році.
- Територія ради: 38,429 км²
- Населення ради: 2 150 осіб (станом на 2001 рік)
- Територією ради протікає річка Устя.

## Населені пункти
Сільській раді підпорядковані населені пункти:
- с. Миротин
- с. В'юнівщина
- с. Гільча Перша
- с. Замлинок
- с. Івачків

## Склад ради
Рада складалася з 16 депутатів та голови.
- Голова ради: Мартинюк Василь Васильович
- Секретар ради: Василина Тамара Павлівна

### Керівний склад попередніх скликань
| Прізвище, ім'я, по батькові | Основні відомості                                                 | Дата обрання | Дата звільнення |
| --------------------------- | ----------------------------------------------------------------- | ------------ | --------------- |
| Мартинюк Василь Васильович  | Сільський голова, 1958 року народження, освіта вища, безпартійний | 31.03.2002   |                 |
| Мартинюк Василь Васильович  | Сільський голова, 1958 року народження, освіта вища, безпартійний | 26.03.2006   | 31.10.2010      |
| Мартинюк Василь Васильович  | Сільський голова, 1958 року народження, освіта вища, безпартійний | 31.10.2010   |                 |
| Мартинюк Василь Васильович  | Сільський голова, 1958 року народження. освіта вища, безпартійний | 25.10.2015   |                 |

Примітка: таблиця складена за даними сайту Верховної Ради України

## Населення
Згідно з переписом УРСР 1989 року чисельність наявного населення сільської ради становила 2320 осіб, з яких 1044 чоловіки та 1276 жінок.
За переписом населення України 2001 року в сільській раді мешкало 2136 осіб.

### Мова
Розподіл населення за рідною мовою за даними перепису 2001 року:
| Мова       | Відсоток |
| ---------- | -------- |
| українська | 99,86 %  |
| російська  | 0,09 %   |
| білоруська | 0,05 %   |